# 上田格
上田 格（かんだ かく、1921年4月29日 - 2015年2月8日）は、日本の経営者、銀行家。鹿児島銀行頭取を務めた。

## 経歴
鹿児島県鹿児島市出身。1939年に鹿児島県立第二鹿児島中学校（旧制、現鹿児島県立甲南高等学校）を卒業し、1941年に鹿児島高等商業学校（現鹿児島国際大学）を卒業。1942年11月出征、1945年11月復員。1946年に鹿児島銀行に入行。1948年伊集院支店を振り出しに、串良支店、都城支店と勤務し、1953年本店営業部貸付課長代理に着任して以降、ほぼ一貫して営業畑を歩む。1972年に取締役に就任し、1978年に常務、1980年に専務を経て、1986年に副頭取に就任し、1988年3月には頭取に昇格。日銀出身の塚本相次良前頭取の急逝を受けて、上田が鹿児島銀行初の生え抜きの頭取に就任した。1992年6月に会長に就任し、1997年6月までに務めた。
1993年11月に勲四等旭日小綬章を受章を受章。
2015年2月8日、死去。93歳没。